# Copa del Rey de balonmano 2014
La Copa del Rey de balonmano 2014 es la XXXIX edición del campeonato nacional de la Copa del Rey de balonmano.
Siguiendo el modelo implantado la temporada anterior, la disputan los dieciséis equipos de la Liga Asobal 2013-14: BM Aragón, Reale Ademar León, BM Guadalajara, BM Huesca, V. Aranda Top Ribera, Naturhouse La Rioja, Helvetia Anaitasuna, Cuatro Rayas Valladolid, GlobalCaja Ciudad Encantada, FC Barcelona, Fertiberia Puerto Sagunto, Fraikin BM Granollers, Frigoríficos Morrazo Cangas, Ángel Ximénez Puente Genil, Bidasoa Irún y Juanfersa Gijón; y los dieciséis equipos de la División de Honor Plata 2013-14: Academia Octavio, ARS Palma del Río, Go Fit Sinfín, Amenabar Zarautz KE, BM Alcobendas, BM Pozoblanco, Ereintza Aguaplast, BM Servigroup Benidorm, Celmec Barakaldo, MMT Seguros Zamora, BM Torrelavega, Handbol Bordils, SD Teucro, FC Barcelona "B", Meridiano Antequera y Solla y Cía. Chapela.
Se disputan dos eliminatorias previas a partido único (la primera sólo con los equipos de Plata, y la segunda con los ocho vencedores de la primera y los 8 equipos peor clasificados en la Liga Asobal 2012-13. Después se disputan rondas de octavos de final (donde entran los 8 equipos mejor clasificados en la Liga Asobal 2012-13 a partido único en casa del peor clasificado) y de cuartos de final (a doble partido, por sorteo puro). Los vencedores de esta eliminatoria disputarán una Final Four en una ciudad aún por determinar, los días 3 y 5 de mayo de 2014.

## Primera Ronda

### Ereintza Aguaplast - ARS Palma del Río
| 19 de octubre de 2013 | Ereintza Aguaplast | 28:32 | ARS Palma del Río | Pabellón Municipal de Rentería, Rentería |  |

### Solla y Cía. Chapela - BM Pozoblanco
| 19 de octubre de 2013 | Solla y Cía. Chapela | 29:31 | BM Pozoblanco | Pabellón Municipal de Chapela, Chapela |  |

### Meridiano Antequera - BM Alcobendas
| 19 de octubre de 2013 | Meridiano Antequera | 33:22 | BM Alcobendas | Pabellón Fernando Argüelles, Antequera |  |

### Handbol Bordils - Academia Octavio
| 19 de octubre de 2013 | Handbol Bordils | 31:22 | Academia Octavio | Polideportivo Municipal Blanc i Verd, Bordils |  |

### Amenabar Zarautz ZKE - FC Barcelona "B"
| 19 de octubre de 2013 | Amenabar Zarautz KE | 27:36 | FC Barcelona "B" | Pabellón Municipal, Zarauz |  |

### MMT Seguros Zamora - Go Fit Sinfín
| 19 de octubre de 2013 | MMT Seguros Zamora | 27:31 | Go Fit Sinfín | Polideportivo Manuel Camba, Zamora |  |

### BM Servigroup Benidorm - SD Teucro
| 20 de octubre de 2013 | BM Servigroup Benidorm | 22:24 | SD Teucro | Palau Esports L'Illa de Benidorm, Benidorm |  |

### Celmec Barakaldo - BM Torrelavega
| 19 de octubre de 2013 | BM Barakaldo | 27:30 | BM Torrelavega | Polideportivo Lasesarre, Baracaldo |  |

## Segunda Ronda

### ARS Palma del Río - GolbalCaja Ciudad Encantada
| 6 de noviembre de 2013 | ARS Palma del Río | 21:39 | GlobalCaja Ciudad Encantada | Pabellón El Pandero, Palma del Río |  |

### BM Pozoblanco - Villa de Aranda Top Ribera
| 6 de noviembre de 2013 | BM Pozoblanco | 25:35 | Villa de Aranda Top Ribera | Pabellón Municipal Juan Sepúlveda, Pozoblanco |  |

### Meridiano Antequera - Ángel Ximénez Puente Genial
| 6 de noviembre de 2013 | Meridiano Antequera | 31:32 | Ángel Ximénez Puente Genil | Pabellón Fernando Argüelles, Antequera |  |

### Handbol Bordils - Frigoríficos Morrazo Cangas
| 7 de noviembre de 2013 | Handbol Bordils | 23:32 | Frigoríficos Morrazo Cangas | Polideportivo Municipal Blanc i Verd, Bordils |  |

### FC Barcelona "B" - Bidasoa Irún
| 6 de noviembre de 2013 | FC Barcelona "B" | 23:21 | Bidasoa Irún | Ciutat Esportiva Joan Gamper, Barcelona |  |

### Go Fit Sinfín - BM Guadalajara
| 6 de noviembre de 2013 | Go Fit Sinfín | 16:25 | BM Guadalajara | Pabellón de La Albericia, Santander |  |

### SD Teucro - Cuatro Rayas Valladolid
| 6 de noviembre de 2013 | SD Teucro | 36:35 | Cuatro Rayas Valladolid | Pabellón Municipal de Deportes de Pontevedra, Pontevedra |  |

### BM Torrelavega - Juanfersa Gijón
| 6 de noviembre de 2013 | BM Torrelavega | 19:23 | Juanfersa Gijón | Pabellón Vicente Trueba, Torrelavega |  |

## Cuadro Final de competición
|  | Octavos de final     | Octavos de final     | Octavos de final     |    |    | Cuartos de final           | Cuartos de final           | Cuartos de final           |  |  | Semifinales | Semifinales | Semifinales |  |  | Final     | Final     | Final     |
|  | 10 - 12 de diciembre | 10 - 12 de diciembre | 10 - 12 de diciembre |    |    | 26 de febrero - 5 de marzo | 26 de febrero - 5 de marzo | 26 de febrero - 5 de marzo |  |  | 3 de mayo   | 3 de mayo   | 3 de mayo   |  |  | 5 de mayo | 5 de mayo | 5 de mayo |
|  |                      |                      |                      |    |    |                            |                            |                            |  |  |             |             |             |  |  |           |           |           |
|  |                      |                      |                      |    |    |                            |                            |                            |  |  |             |             |             |  |  |           |           |           |
|  |                      |                      |                      |    |    |                            |                            |                            |  |  |             |             |             |  |  |           |           |           |
|  | GlobalCaja C.Encant. | 24                   |                      |    |    |                            |                            |                            |  |  |             |             |             |  |  |           |           |           |
|  | GlobalCaja C.Encant. | 24                   |                      |    |    |                            |                            |                            |  |  |             |             |             |  |  |           |           |           |
|  | Fertiberia P.Sagunto | 27                   |                      |    |    |                            |                            |                            |  |  |             |             |             |  |  |           |           |           |
|  | Fertiberia P.Sagunto | 27                   | Fertiberia P.Sagunto | 21 | 27 |                            |                            |                            |  |  |             |             |             |  |  |           |           |           |
|  |                      |                      |                      |    | 27 |                            |                            |                            |  |  |             |             |             |  |  |           |           |           |
|  |                      | FC Barcelona         | 42                   | 44 |    |                            |                            |                            |  |  |             |             |             |  |  |           |           |           |
|  | V. Aranda Top Ribera | FC Barcelona         | 42                   | 44 | 26 |                            |                            |                            |  |  |             |             |             |  |  |           |           |           |
|  | V. Aranda Top Ribera |                      |                      |    | 26 |                            |                            |                            |  |  |             |             |             |  |  |           |           |           |
|  | FC Barcelona         | 39                   |                      |    |    |                            |                            |                            |  |  |             |             |             |  |  |           |           |           |
|  | FC Barcelona         | 39                   | FC Barcelona         | 36 |    |                            |                            |                            |  |  |             |             |             |  |  |           |           |           |
|  |                      |                      |                      |    |    |                            |                            |                            |  |  |             |             |             |  |  |           |           |           |
|  |                      | Helvetia Anaitasuna  | 28                   |    |    |                            |                            |                            |  |  |             |             |             |  |  |           |           |           |
|  | Áng. Ximénez P.Genil | Helvetia Anaitasuna  | 28                   | 28 |    |                            |                            |                            |  |  |             |             |             |  |  |           |           |           |
|  | Áng. Ximénez P.Genil |                      |                      |    |    |                            |                            |                            |  |  |             |             |             |  |  |           |           |           |
|  | BM Aragón            | 29                   |                      |    |    |                            |                            |                            |  |  |             |             |             |  |  |           |           |           |
|  | BM Aragón            | 29                   | BM Aragón            | 29 | 21 |                            |                            |                            |  |  |             |             |             |  |  |           |           |           |
|  |                      |                      |                      |    | 21 |                            |                            |                            |  |  |             |             |             |  |  |           |           |           |
|  |                      | Helvetia Anaitasuna  | 29                   | 21 |    |                            |                            |                            |  |  |             |             |             |  |  |           |           |           |
|  | Frig. Morrazo Cangas | Helvetia Anaitasuna  | 29                   | 21 | 22 |                            |                            |                            |  |  |             |             |             |  |  |           |           |           |
|  | Frig. Morrazo Cangas |                      |                      |    | 22 |                            |                            |                            |  |  |             |             |             |  |  |           |           |           |
|  | Helvetia Anaitasuna  | 28                   |                      |    |    |                            |                            |                            |  |  |             |             |             |  |  |           |           |           |
|  | Helvetia Anaitasuna  | 28                   | FC Barcelona         | 42 |    |                            |                            |                            |  |  |             |             |             |  |  |           |           |           |
|  |                      |                      |                      |    |    |                            |                            |                            |  |  |             |             |             |  |  |           |           |           |
|  |                      | Fraikin Granollers   | 32                   |    |    |                            |                            |                            |  |  |             |             |             |  |  |           |           |           |
|  | FC Barcelona "B"     | Fraikin Granollers   | 32                   | 39 |    |                            |                            |                            |  |  |             |             |             |  |  |           |           |           |
|  | FC Barcelona "B"     |                      |                      |    |    |                            |                            |                            |  |  |             |             |             |  |  |           |           |           |
|  | Naturhouse La Rioja  | 38                   |                      |    |    |                            |                            |                            |  |  |             |             |             |  |  |           |           |           |
|  | Naturhouse La Rioja  | 38                   | FC Barcelona "B"     | 28 | 31 |                            |                            |                            |  |  |             |             |             |  |  |           |           |           |
|  |                      |                      |                      |    | 31 |                            |                            |                            |  |  |             |             |             |  |  |           |           |           |
|  |                      | BM Huesca            | 30                   | 34 |    |                            |                            |                            |  |  |             |             |             |  |  |           |           |           |
|  | BM Guadalajara       | BM Huesca            | 30                   | 34 | 26 |                            |                            |                            |  |  |             |             |             |  |  |           |           |           |
|  | BM Guadalajara       |                      |                      |    | 26 |                            |                            |                            |  |  |             |             |             |  |  |           |           |           |
|  | BM Huesca            | 32                   |                      |    |    |                            |                            |                            |  |  |             |             |             |  |  |           |           |           |
|  | BM Huesca            | 32                   | BM Huesca            | 25 |    |                            |                            |                            |  |  |             |             |             |  |  |           |           |           |
|  |                      |                      |                      |    |    |                            |                            |                            |  |  |             |             |             |  |  |           |           |           |
|  |                      | Fraikin Granollers   | 26                   |    |    |                            |                            |                            |  |  |             |             |             |  |  |           |           |           |
|  | SD Teucro            | Fraikin Granollers   | 26                   | 22 |    |                            |                            |                            |  |  |             |             |             |  |  |           |           |           |
|  | SD Teucro            |                      |                      |    |    |                            |                            |                            |  |  |             |             |             |  |  |           |           |           |
|  | Fraikin Granollers   | 23                   |                      |    |    |                            |                            |                            |  |  |             |             |             |  |  |           |           |           |
|  | Fraikin Granollers   | 23                   | Fraikin Granollers   | 26 | 27 |                            |                            |                            |  |  |             |             |             |  |  |           |           |           |
|  |                      |                      |                      |    | 27 |                            |                            |                            |  |  |             |             |             |  |  |           |           |           |
|  |                      | Juanfersa Gijón      | 18                   | 13 |    |                            |                            |                            |  |  |             |             |             |  |  |           |           |           |
|  | Juanfersa Gijón      | Juanfersa Gijón      | 18                   | 13 | 31 |                            |                            |                            |  |  |             |             |             |  |  |           |           |           |
|  | Juanfersa Gijón      |                      |                      |    | 31 |                            |                            |                            |  |  |             |             |             |  |  |           |           |           |
|  | Reale Ademar León    | 28                   |                      |    |    |                            |                            |                            |  |  |             |             |             |  |  |           |           |           |

## Octavos de final

### GlobalCaja Ciudad Encantada - Fertiberia Puerto Sagunto
| 10 de diciembre de 2013 | GlobalCaja Ciudad Encantada | 24:27 | Fertiberia Puerto Sagunto | Pabellón Municipal El Sargal, Cuenca |  |

### Villa de Aranda Top Ribera - FC Barcelona
| 10 de diciembre de 2013 | V. Aranda Top Ribera | 26:39 | FC Barcelona | Príncipe de Asturias, Villa de Aranda |  |

### Ángel Ximénez Puente Genil - BM Aragón
| 11 de diciembre de 2013 | Áng. Ximénez P.Genil | 28:29 | BM Aragón | Polideportivo Municipal Alcalde Miguel Salas, Puente Genil |  |

### Frigoríficos Morrazo Cangas - Helvetia Anaitasuna
| 11 de diciembre de 2013 | Frig. Morrazo Cangas | 22:28 | Helvetia Anaitasuna | O Gatañal, Cangas de Morrazo |  |

### FC Barcelona "B" - Naturhouse La Rioja
| 11 de diciembre de 2013 | FC Barcelona "B" | 39:38 | Naturhouse La Rioja | Ciutat Esportiva Joan Gamper, Barcelona |  |

### BM Guadalajara - BM Huesca
| 11 de diciembre de 2013 | BM Guadalajara | 26:32 | BM Huesca | Pabellón Multiusos de Guadalajara, Guadalajara |  |

### SD Teucro - Fraikin BM Granollers
| 11 de diciembre de 2013 | SD Teucro | 22:23 | Fraikin BM Granollers | Pabellón Municipal de Deportes de Pontevedra, Pontevedra |  |

### Juanfersa Gijón - Reale Ademar León
| 12 de diciembre de 2013 | Juanfersa Gijón | 31:28 | Reale Ademar León | Palacio de Deportes de Gijón, Gijón |  |

## Cuartos de final

### FC Barcelona - Fertiberia Puerto Sagunto
| 26 de febrero de 2014 | Fertiberia P.Sagunto | 27:44 | FC Barcelona | Pabellón Municipal, Sagunto |  |

| 5 de marzo de 2014 | FC Barcelona | 42:21 | Fertiberia P.Sagunto | Palau Blaugrana, Barcelona |  |

### Helvetia Anaitasuna - BM Aragón
| 26 de febrero de 2014 | BM Aragón | 29:29 | Helvetia Anaitasuna | Pabellón Príncipe Felipe, Zaragoza |  |

| 5 de marzo de 2014 | Helvetia Anaitasuna | 21:21 | BM Aragón | Pabellón Anaitasuna, Pamplona |  |

### BM Huesca - FC Barcelona "B"
| 26 de febrero de 2014 | FC Barcelona "B" | 28:30 | BM Huesca | Palau Blaugrana, Barcelona |  |

| 5 de marzo de 2014 | BM Huesca | 34:31 | FC Barcelona "B" | Palacio de los Deportes de Huesca, Huesca |  |

### Juanfersa Gijón - Fraikin BM Granollers
| 26 de febrero de 2014 | Fraikin BM Granollers | 26:18 | Juanfersa Gijón | Palacio de Deportes de Granollers, Granollers |  |

| 5 de marzo de 2014 | Juanfersa Gijón | 13:27 | Fraikin BM Granollers | Palacio de Deportes de Gijón, Gijón |  |